# パッドマン 5億人の女性を救った男
『パッドマン 5億人の女性を救った男』（パッドマン 5おくにんのじょせいをすくったおとこ、原題：Pad Man）は、2018年に公開されたインドの伝記・ドラマ映画。R・バールキが監督を務め、アクシャイ・クマール、ソーナム・カプール、ラーディカー・アープテーが出演している。
トゥインクル・カンナーの短編小説集『ザ・レジェンド・オブ・ラクシュミ・プラサード』の一編「The Sanitary Man of Sacred Land」を原作としており、タミル・ナードゥ州出身の発明家・社会活動家アルナーチャラム・ムルガナンダムが低価格で衛生的な生理用ナプキンを発明した実話を描いている。

## あらすじ
発明好きのラクシュミカント（ラクシュミ）は、妻ガヤトリが生理処理のために汚れた布を使い回していることを知り薬局で生理用ナプキンを購入するが、彼女は高額なナプキンの使用を断ってしまう。村の医師から「不衛生な布で生理処理をしていると不妊や死に至ることもある」と聞かされたラクシュミはガヤトリを守るためにナプキンを自作しようと考える。彼は綿を購入して自作したナプキンをガヤトリにプレゼントするが、自作のナプキンは失敗作に終わり、ガヤトリは「穢れ」である生理に口を出さないように告げる。それでもラクシュミはナプキンの開発を止めようとせず、妹たちや女子医科大生にナプキンのモニターを頼もうとするが相手にされず、さらに初潮を迎えたティンクに自作のナプキンを渡そうとしたところを見られてしまい、村人からの信用を失ってしまう。ラクシュミは母親や妹たちから距離を置かれ、ガヤトリも実家に帰ろうとするが、ラクシュミの懇願を受け入れ「二度とナプキンを人に渡さない」という条件で彼のもとに留まる。ラクシュミは友人から食肉の血をもらい自分でナプキンを着用して実験を行うが、血を吸収できずに服が汚れてしまい川に飛び込む。村の人々は「聖なる川を血で汚した」と激怒し、生理に口を出すラクシュミを変人扱いして村会議の場で糾弾する。彼の「奇行」を聞きつけたガヤトリの兄は彼女を実家に連れ戻してしまい、失意のラクシュミは完璧なナプキンを開発するため村を出ていく。
インドールに行き着いたラクシュミは大学教授の使用人として働きながらナプキン開発のヒントを探し、セルロースが使用されていることを突き止める。教授の助言を得たラクシュミはナプキン製造機を開発してナプキンを完成させるが、モニターになってくれる女性を見つけられずに途方に暮れる。ある夜、ナプキンを探す女性パリーに出くわしたラクシュミは自作のナプキンを手渡し、翌朝パリーのもとを訪れたラクシュミは、彼女が自作のナプキンを市販品だと思っていたことを知り自作のナプキンの完成度に自信を持つようになる。パリーはラクシュミがナプキンを自作していることを知ると父親と共にラクシュミをデリーで開催される投資コンペに誘い、ナプキン製造機をプレゼンさせる。コンペの結果、ラクシュミのナプキン製造機はグランプリを獲得し、一躍時の人となる。インドールの人々はラクシュミを歓迎するが、グランプリを獲得したのがナプキン製造機だと知ると態度を一変させ、彼を変人扱いする。妻の実家からも「離婚届を送る」と通告されたラクシュミは落胆するが、パリーの協力でナプキンの普及活動を始める。
パリーの宣伝活動の結果、村の女性たちはラクシュミのナプキンのを使用するようになり、ラクシュミは村の女性たちを雇いナプキンの大量生産を始める。2人の活動により徐々にナプキンは普及し、アフリカや中国などの国外からもナプキンの注文が舞い込むようになる。やがてラクシュミは国際連合の招待でニューヨークの国際連合本部ビルでスピーチを行う機会に恵まれ、国際的にも名前が知られるようになる。ラクシュミと行動を共にするパリーは次第に彼に好意を寄せていくが、彼がガヤトリのことを想い続けていることを知り、彼を想い距離を置く。インドに戻ったラクシュミのもとに友人から村の人々が歓迎してくれると連絡が入り、さらにパドマ・シュリー勲章が授与されるという知らせが入る。パリーに感謝を伝えたラクシュミは村へと戻り、ガヤトリや母親たちと再会する。デリーでのパドマ・シュリー勲章授与式を終えたラクシュミはパリーのもとを訪れるが、そこで彼女がイギリスに渡ったことを知る。イギリスでの日々を過ごすパリーは、ラクシュミが取り上げられた雑誌を読みながら笑みを浮かべていた。

## キャスト
※括弧内は日本語吹替
- ラクシュミカント・チャウハン - アクシャイ・クマール（志村知幸）
- パリー・ワリア - ソーナム・カプール（下田屋有依）
- ガヤトリ・チャウハン - ラーディカー・アープテー（濱口綾乃）
- ラクシュミの母 - ジョーティ・スバーシュ（英語版）
- ティンクの母 - リヴァ・ブッバル（英語版）
- サヴィトリ - ウルミラ・マハンタ（英語版）
- ガヤトリの兄 - アビマニュ・サルカール
- パリーの父 - スニール・シンハ
- 本人役 - アミターブ・バッチャン（カメオ出演）（ボルケーノ太田）

## 製作

### 企画
トゥインクル・カンナーの短編小説集『ザ・レジェンド・オブ・ラクシュミ・プラサード』の一編「The Sanitary Man of Sacred Land」を原作としており、主人公のモデルとなったアルナーチャラム・ムルガナンダムは低価格で衛生的な生理用ナプキンの発明・普及に尽力し、インドにおいて「穢れ」とされていた月経の問題を改革した人物である。製作陣の目的は、生理用ナプキンを取り巻くインド国内の迷信を根絶するために人々の意識を高めることにあった。アクシャイ・クマールは2017年に出演した『Toilet: Ek Prem Katha』で屋外排泄の問題を取り上げたように、本作で人々が月経の衛生問題について学ぶことで、この問題がタブー視されなくなることを望んだ。また、映画は政治家に対して衛生的な生理用ナプキンの利用を促す請願の意味も込められている。

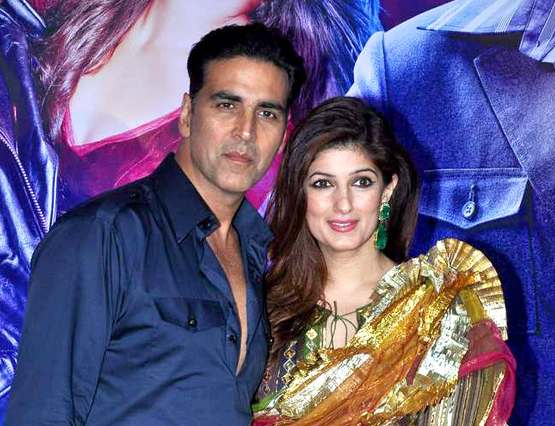
アクシャイ・クマール、トゥインクル・カンナー夫妻

ムルガナンダムの半生を描くアイディアは、カンナーが短編をザ・タイムズ・オブ・インディアのコラムに書く題材のリサーチを行っていた2015年から始まった。彼の活動に感銘を受けたカンナーは、彼の活動を描いた短編「The Legend of Lakshmi Prasad」を2016年に執筆した。その後、映画プロデューサーとしても活動しているカンナーはより多くの人々のためにムルガナンダムの半生を映画化することを企画し、「私たちの世界は読者ではなく視聴者によって満たされています」と述べている。また、月経とムルガナンダムの活動について、彼とこの問題が過小評価されていることが、このプロジェクトに引き寄せられるきっかけになったと彼女は語っている。
カンナーは監督としてR・バールキを指名した。彼女はバールキが手がけた仕事を見て、彼の映画製作の能力を高く評価していた。2017年11月にソニー・ピクチャーズが映画の世界配給を担当することが決定した。

### キャスティング
主人公である「インドの月経男」ムルガナンダム（映画での役名はラクシュミカント）にはアクシャイ・クマールが起用された。元々クマールは第一候補ではなく、カンナーは他の俳優を検討していたが、ムルガナンダムの意見を受け入れてクマールを起用した。

### 撮影
2017年3月からプリプロダクションが始まり、同月14日から主要撮影が開始された。4月からはデリーで撮影が行われた。ムルガナンダムはクマールとカンナーに協力して生理用ナプキン製造機械の作り方や操作方法、自身の姿勢などを伝えている。
撮影の大半はマディヤ・プラデーシュ州のマヘーシュワルで行われた。インドでの撮影が終了した後、アメリカ合衆国ニューヨークのブルックリン橋、タイムズスクエア、リンカーン・センター、国際連合本部ビルで撮影が行われた。同地で撮影が行われたボリウッド映画は、2017年公開の『Half Girlfriend』に続いて2作目となる。

### 音楽
映画音楽の作曲はアミット・トリヴェディ、作詞はカウサル・ムニールが手掛けた。2017年12月23日にアリジット・シンの「Aaj Se Teri」、同月30日にはミカ・シンの「The Pad Man Song」がリリースされた。2018年1月18日にはサウンドトラックが発売された。
| 全作詞: カウサル・ムニール、全作曲: アミット・トリヴェディ。 |                      |                    |                        |                                                                                                  |      |
| #                                                            | タイトル             | 作詞               | 作曲・編曲             | 歌手                                                                                             | 時間 |
| 1.                                                           | 「Aaj Se Teri」      | カウサル・ムニール | アミット・トリヴェディ | アリジット・シン、アミット・トリヴェディ                                                         | 5:12 |
| 2.                                                           | 「The Pad Man Song」 | カウサル・ムニール | アミット・トリヴェディ | ミカ・シン                                                                                       | 3:23 |
| 3.                                                           | 「Hu Ba Hu」         | カウサル・ムニール | アミット・トリヴェディ | アミット・トリヴェディ                                                                           | 3:36 |
| 4.                                                           | 「Saale Sapne」      | カウサル・ムニール | アミット・トリヴェディ | モーヒト・チャウハン                                                                             | 4:42 |
| 5.                                                           | 「Sayaani」          | カウサル・ムニール | アミット・トリヴェディ | アミット・トリヴェディ、ヤシタ・シャルマ、ジョニタ・ガンディー、ヤシタ・シッカ、ラーニー・カウル | 4:10 |
| 合計時間:                                                    | 合計時間:            | 合計時間:          | 21:03                  |                                                                                                  |      |

## マーケティング
2017年12月15日に最初の予告編が公開された。予告編ではクマールが生理用ナプキンを着け、妹に生理用ナプキンを渡そうとするシーンが描かれ大きな話題となった。同月25日にはクマールが綿を手にした姿が描かれた宣伝ポスターが公開され、ザ・タイムズ・オブ・インディアは「ユニークなポスター」と表現した。

## 公開

### 上映状況
当初、映画は2018年4月13日の公開を予定していたが、1月26日に変更された。しかし、1月19日にサンジャイ・リーラー・バンサーリーの監督作品『パドマーワト 女神の誕生』との競合を避けるため、2月9日公開に変更された。
映画はインド2750スクリーン、海外600スクリーンで公開された。映画が社会問題を扱っているため、製作陣は政府・省庁の援助を得て様々な都市や町の学校で映画を上映することを計画している。

### トラブル
映画はタブーを取り扱っているため、クウェートとパキスタンでは上映禁止となった。パキスタン映画検閲協議会は検閲証明書の発行を拒否し、「私たちの社会では映画の主題は受け入れられておらず、上映を許可することはできない」と返答した。また、映画の配給権を購入したIMGCとHKCを「イスラムの伝統、歴史、文化を損なおうとしている」と批判し、映画の宣伝ポスターもパキスタン国内の映画館から取り除かれた。この決定に抗議するため、数人のパキスタン人女性が生理用ナプキンを持った写真を検閲協議会に送り付けている。

## 評価

### 興行収入
映画は公開初日に1億260万ルピーの興行収入を記録した。公開2日目及び3日目の興行収入は、それぞれ1億6110万ルピーを記録しており、公開初週末の合計興行収入は4億ルピーを越えた。
インド国外では5つの海外市場でインドと同日公開され、合計興行収入は890万ドルを記録している。北米では152スクリーンで上映され、1スクリーンの平均売り上げは5000ドルとなり、合計興行収入は76万ドルを記録した。ソニー・ピクチャーズは比較として、クマール主演の『Toilet: Ek Prem Katha』は176スクリーン上映で合計興行収入が67万8000万ドルだったと述べている。中国では2018年12月14日に公開され、オープニング週末の興行成績は『アクアマン』『となりのトトロ』に次ぐ第3位（520万ドル）となった。同月30日時点の興行収入は1010万ドルを記録している。日本での最終興行収入は9000万円を記録している。

### 批評

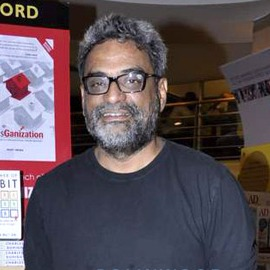
R・バールキ

Rotten Tomatoesでは18件のレビューが寄せられ支持率78%、平均評価6.1/10となっている。ニューデリー・テレビジョンのラジャ・センは4/5の星を与え、「信じられないような実話を題材にした『パッドマン 5億人の女性を救った男』は、力強い映画であると同時に必見の映画でもある」と批評している。ヒンドゥスタン・タイムズは3/5の星を与え、「『パッドマン 5億人の女性を救った男』はスローな調子で始まり、しばらくノロノロ進行した後、テンポよく進み出す。キャストは、まるで互いに過剰な演技を競い合っているようだ」と批評している。フィルム・コンパニオンのアヌパマ・チョープラーは2/5の星を与え、「中盤までのシーンには、力強さと感情の断片が存在した。中には公共サービスの広告のようなシーンがあり、メロドラマには肩透かしさせられるが、バールキとスワーナンド・キルキレーの書いた脚本によって物語は問題なく動かされている。そして、映画ではユーモアが巧みに用いられている」と批評している。CNNニュース18のラジーヴ・マサンドは2.5/5の星を与え、「バールキとスワナンド・キルキレの脚本は、最初こそシャープで面白いが、すぐに強引で反復的な展開になっていく」と批評している。

### 受賞・ノミネート
| 映画賞                                             | 部門                           | 対象                             | 結果       | 出典   |
| -------------------------------------------------- | ------------------------------ | -------------------------------- | ---------- | ------ |
| ダーダーサーヘブ・パールケー映画財団賞             | 主演女優賞                     | ソーナム・カプール               | 受賞       | [ 45 ] |
| ダーダーサーヘブ・パールケー映画財団賞             | 監督賞                         | R・バールキ                      | 受賞       | [ 45 ] |
| ダーダーサーヘブ・パールケー映画財団賞             | 主演男優賞                     | アクシャイ・クマール             | 受賞       | [ 45 ] |
| インディアン・フィルム・フェスティバル・メルボルン | 作品賞                         | パッドマン 5億人の女性を救った男 | ノミネート | [ 46 ] |
| インディアン・フィルム・フェスティバル・メルボルン | 監督賞                         | R・バールキ                      | ノミネート | [ 46 ] |
| インディアン・フィルム・フェスティバル・メルボルン | 主演男優賞                     | アクシャイ・クマール             | ノミネート | [ 46 ] |
| 第66回国家映画賞                                   | その他の社会問題に関する映画賞 | パッドマン 5億人の女性を救った男 | 受賞       | [ 47 ] |
| 第64回フィルムフェア賞                             | 主演男優賞                     | アクシャイ・クマール             | ノミネート | [ 48 ] |